# کوه اسکوکومیش
کوه اسکوکومیش (به انگلیسی: Mount Skokomish) یک کوه و قله در ایالات متحده آمریکا است که در شهرستان ماسون (واشینگتن) واقع شده‌است. کوه اسکوکومیش ۱٬۹۶۱٫۱۱ متر بالاتر از سطح دریا واقع شده‌است.